# Пиндуши
Пи́ндуши (карел. Pinduši) — посёлок городского типа в Медвежьегорском районе Республики Карелия Российской Федерации. Административный центр Пиндушского городского поселения.

## Общие сведения
Расположен на берегу Онежского озера (губа Лумбуша), в 7 км к востоку от железнодорожной станции Медвежья Гора (на линии Санкт-Петербург — Мурманск), в 160 км к северу от Петрозаводска.

## Климат
Средняя температура февраля −10 °C, июля +16 °C; осадки — 600 мм в год; атмосферное давление 99.819 КПа. Скорость ветра — 3.8 м/с; количество ясных дней в году — 17.

## История
Возник в 1933 году в связи со строительством судоверфи как посёлок при лагерном отделении Белбалтлага. В 5 км от посёлка находится кладбище Сандармох.
В районе посёлка в годы Советско-финской войны (1941—1944) велись тяжёлые бои.
Статус посёлка городского типа — с 1950 года.

## Население
| 1959  | 1970  | 1979  | 1989  | 2002  | 2009  |
| ----- | ----- | ----- | ----- | ----- | ----- |
| 4853  | ↘3908 | ↗5644 | ↗6611 | ↘5190 | ↘5076 |
| 2010  | 2012  | 2013  | 2014  | 2015  | 2016  |
| ↘4598 | ↘4524 | ↘4437 | ↗4536 | ↘4476 | ↘4473 |
| 2017  | 2018  | 2019  | 2020  | 2021  | 2023  |
| ↘4347 | ↘4331 | ↘4303 | ↘4276 | ↘3933 | ↘3842 |

## Экономика

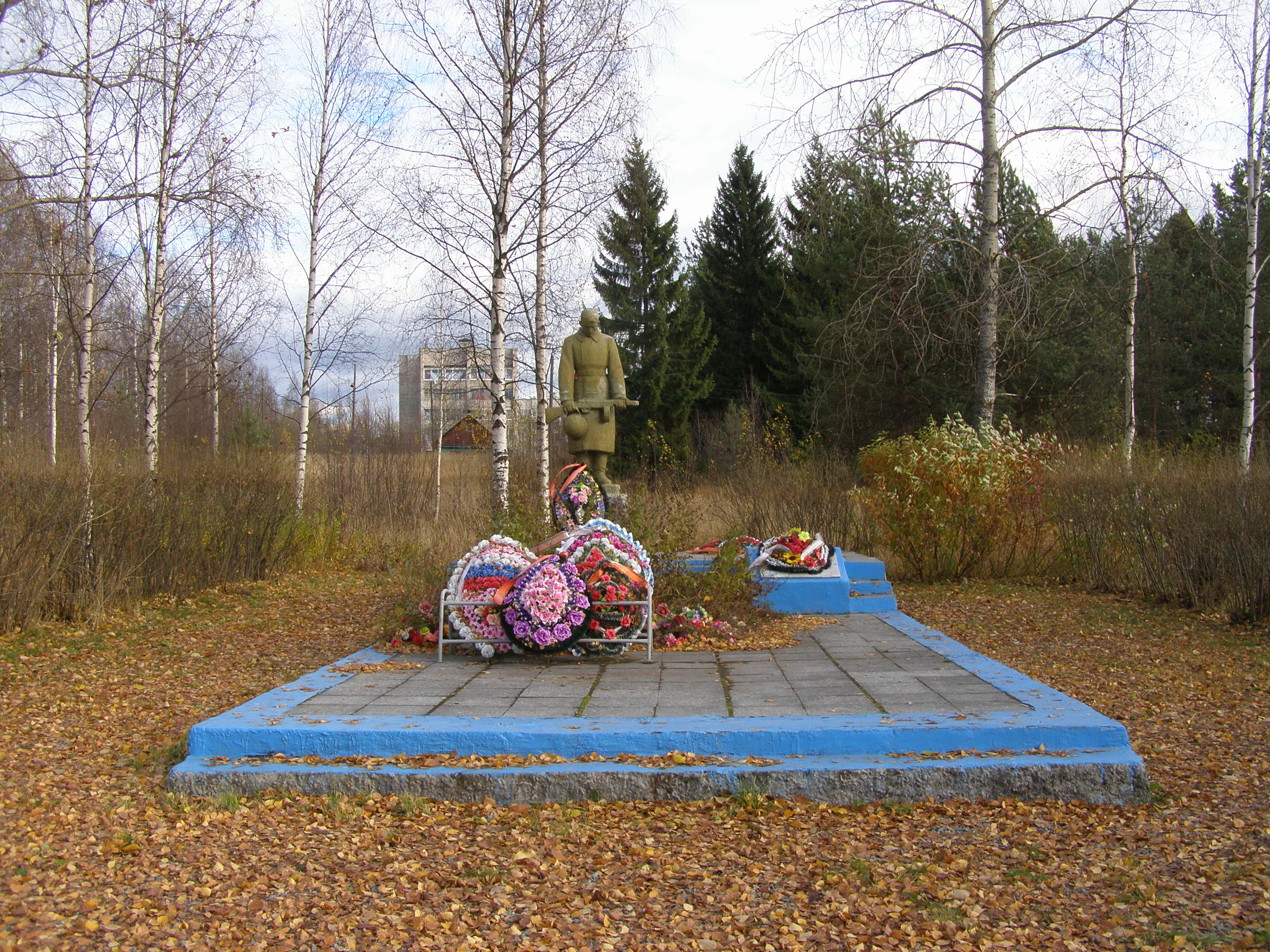
Памятник советским воинам в Пиндушах

В посёлке работает завод по производству ламинированных древесно-стружечных плит «Карелия ДСП», судоремонтная база, мини-завод «Карбон» (обработка шунгита). В окрестностях — лесозаготовки.
Распоряжением Правительства Российской Федерации от 29 июля 2014 года № 1398-р «Об утверждении перечня моногородов», включён в список монопрофильных муниципальных образований Российской Федерации, имеющих риски ухудшения социально-экономического положения.

## Образование
Работает в Пиндушах средняя школа № 1, музыкальная и художественная школы.

## Названия в честь ПГТ
- В честь населённого пункта в 1977 названо судно «Пиндуши» типа «Сормовский» смешанного района плавания «Река-море». Построенное на ССЗ «Красное Сормово», строительный номер 55[21].

## Достопримечательности
- В посёлке находится братская могила советских воинов, погибших в годы Великой Отечественной войны. В братской могиле захоронены 127 воинов 32-й армии Карельского фронта. В 1966 году на могиле открыт памятник — высеченная из гранита фигура воина с автоматом в руках[22].
- На территории посёлка снимались некоторые сцены известного фильма «Любовь и голуби» (основная натура — дом № 12 в Медвежьегорске по улице Нижней).
- Посёлок Пиндуши упоминается в воспоминаниях Е. Н. Фёдоровой «На островах ГУЛАГа»[23].